# Hoeke (België)
Hoeke is een klein dorpje in de Belgische provincie West-Vlaanderen en een deelgemeente van het stadje Damme, het was een zelfstandige gemeente tot aan de gemeentelijke herindeling van 1971. Het is met z'n oppervlakte van zo'n 432 ha en met z'n inwoneraantal van ongeveer 150 mensen de kleinste deelgemeente op het grondgebied van Damme. Hoeke ligt in het noorden van de gemeente, nabij de Damse Vaart en dicht bij de Nederlandse grens.

## Geschiedenis
Hoeke ontstond wellicht rond het jaar 1000 als vissersdorp op de linkeroever van het Zwin. De naam wordt op verschillende manieren verklaard: 'grond in de hoek van de zeearm het Zwin', 'uithoek van Oostkerke', 'hoekig stuk land' of 'nederzetting op een hoogte' (Hogge). In de 11de eeuw werden in de omgeving van Hoeke de Krinkel- en Bloedlozendijk aangelegd om Brugge te behoeden voor stormvloeden.

### Voorhaven van Brugge
In 1252 werd Hoeke een eerste keer in de Brugse stadsrekening vermeld. Naast Hoeke ontstonden in deze periode op de Zwinoevers ook een aantal andere nederzettingen: Monnikerede, Mude (Sint Anna ter Muiden) en Lamminsvliet (Sluis). Omdat het door de verzanding van het Zwin steeds moeilijker werd om Damme, tot dan de voorhaven van Brugge, per schip te bereiken, ontwikkelden deze nieuwe plaatsen zich tot voorhavens van Brugge.
De verdere ontwikkeling van Hoeke hing samen met de wens van de Duitse Hanze om een stad te stichten in deze streek. De stichting van een Duitse stad mislukte, maar Hoeke groeide wel uit tot een plaats met vooral Duitse inwoners. In 1255 kreeg Hoeke eigen schepenen en in 1273-1274 verwierf ze vrije rechten als stad. In 1330 schonk graaf Lodewijk II van Nevers Hoeke een keure. Dankzij de Duitse koopman Hendrik van Koesfeld kon de plaatselijke kapel verbouwd worden tot kerk.
Het middeleeuwse Hoeke strekte zich uit aan beide zijden van de huidige snelweg N49/A11. Naast de kerk omvatte het havenstadje onder meer ook een hospitaal, een molen, een tolhuis en een Duits handelskantoor. Hoeke had minstens twee scheepskades of aanlegsteigers en wellicht ook een beschutte havenkom. Het stadje was een marktplaats voor graan, zoute vis en fruit en het was er waarschijnlijk ook mogelijk schepen te herstellen of te bouwen. Recent historisch en archeologisch onderzoek van de Universiteit Gent maakte het mogelijk de haven van Hoeke op kaart te reconstrueren.

### Verval vanaf de 15de eeuw
Vanaf de 15de eeuw kwam Hoeke steeds meer in de problemen. De Engelsen vallen de stad aan in 1378 en in 1405 en in 1404 is er de Sint-Elisabethvloed. Ook branden in 1458 en 1488 zorgen voor schade. Door de verzanding van het Zwin komen de schepen vaak niet verder meer dan Sluis. Aan het einde van de 16de eeuw volgens nieuwe verwoestingen tijdens de Tachtigjarige Oorlog.
Intussen verlaten steeds meer inwoners de stad of trouwen ze met partners uit nabije steden en dorpen. In 1594 voegde koning Filips II van Spanje Hoeke bestuurlijk samen met Monnikerede, dat later volledig zou verdwijnen. Hoeke zelf is verschrompeld tot een landbouwdorpje met een kleine kern rond de kerk. Omstreeks 1640 worden aan de kerk wel nog verschillende herstellingswerken uitgevoerd.

### Heropleving na de Franse Revolutie
In 1795 werd Hoeke opnieuw een gemeente met eigen bestuur. De parochie wordt daarentegen tussen 1808 en 1842 bij die van Westkapelle gevoegd. In 1810 begint op aansturen van Napoleon de aanleg van de Damse Vaart, die ter hoogte van Hoeke in de oude bedding van het Zwin loopt. Pas in 1858 wordt het kanaal doorgetrokken tot in Sluis.
In 1840 wordt een nieuwe molen gebouwd bij de Hoekebrug en in 1842 beslist de gemeenteraad om ook een schooltje op te richten. In de eerste jaren van de 20ste eeuw werd de kerk gerestaureerd. Vanaf 1935 werd gestart met de aanleg van de rijksweg tussen Knokke en Maldegem. In de Tweede Wereldoorlog leed het dorp onder beschietingen en strategische overstromingen.
In 1970 werd de gemeente Hoeke samengevoegd met Lapscheure en Oostkerke. Bij een nieuwe fusie in 1977 werd Hoeke een deelgemeente van Damme.

## Demografische ontwikkeling
- Bronnen:NIS, Opm:1831 tot en met 1970=volkstellingen

## Bezienswaardigheden
- De Sint-Jacob de Meerderekerk: De eerste vermelding van het kerkje dateert van rond 1260, toen het nog een kapel was. In de loop der eeuwen werd het gebouw meerdere malen beschadigd en heropgebouwd. De kerk is een beschermd monument sinds 1938.
- Hoekemolen, windmolen van 1840
- Diverse historische boerderijen
- Damse vaart
- Krinkeldijk

## Galerij

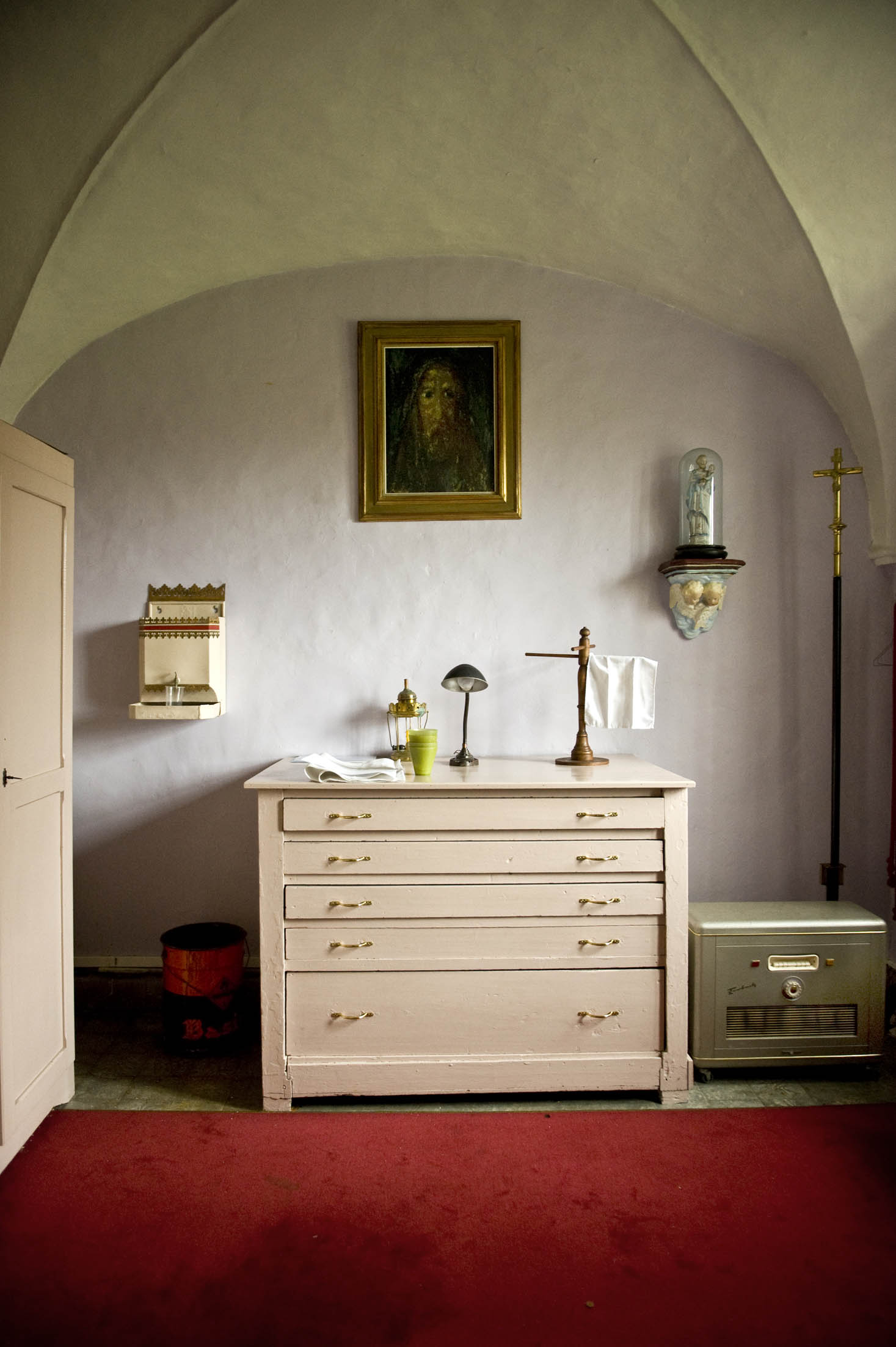
Sacristie van de Sint-Jacobkerk
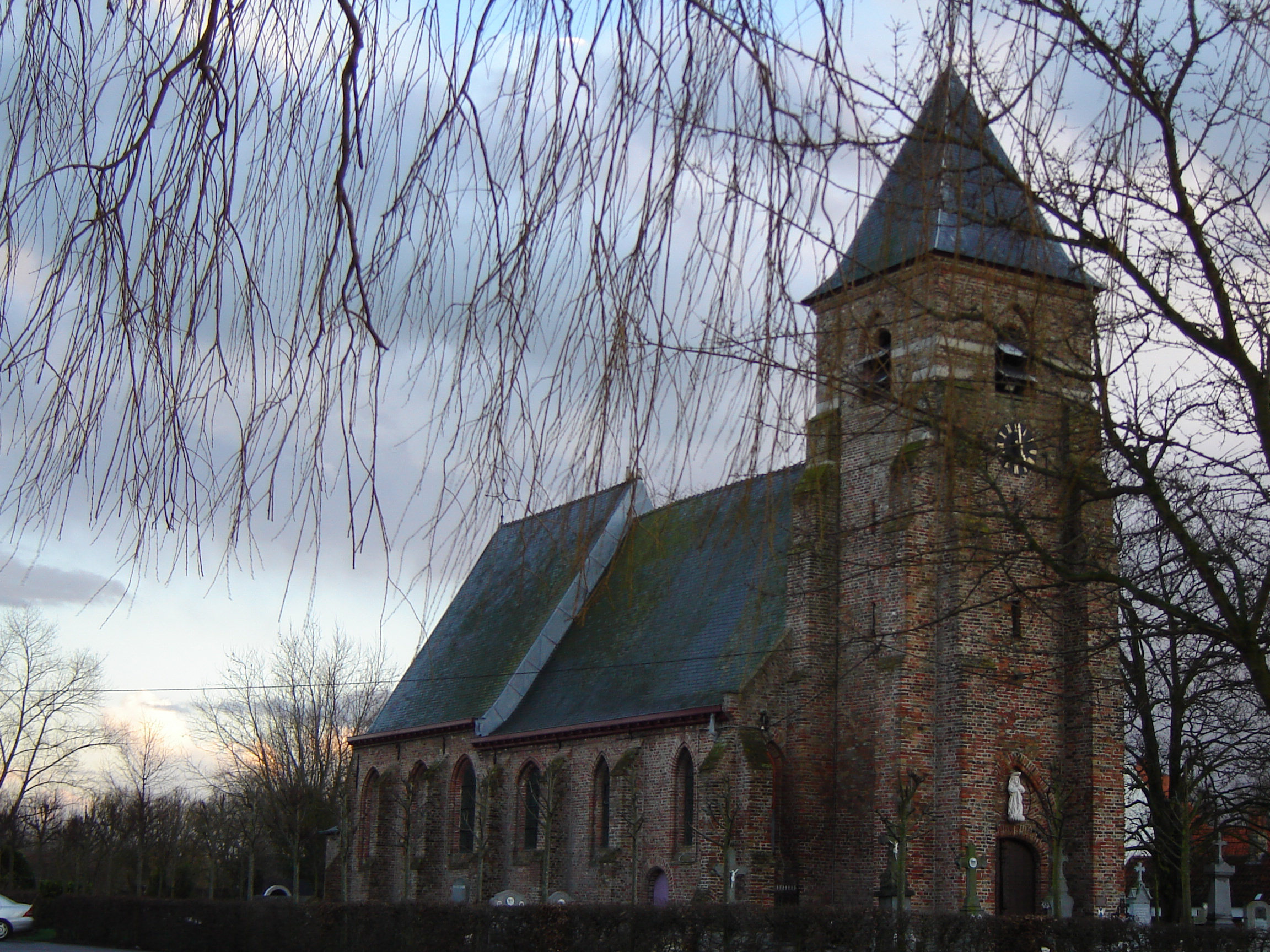
Kerk van Sint-Jacob de Meerdere
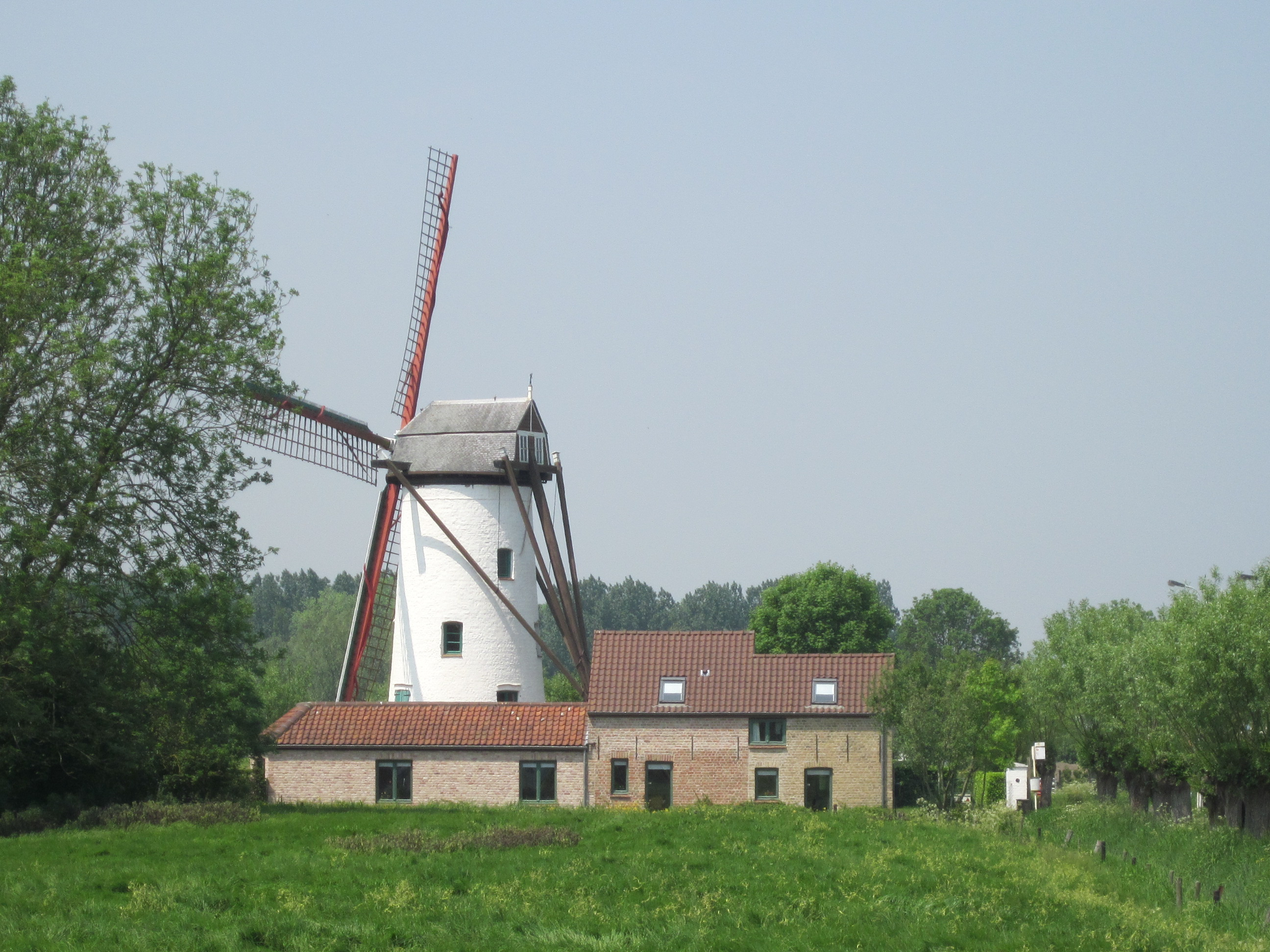
Hoekemolen
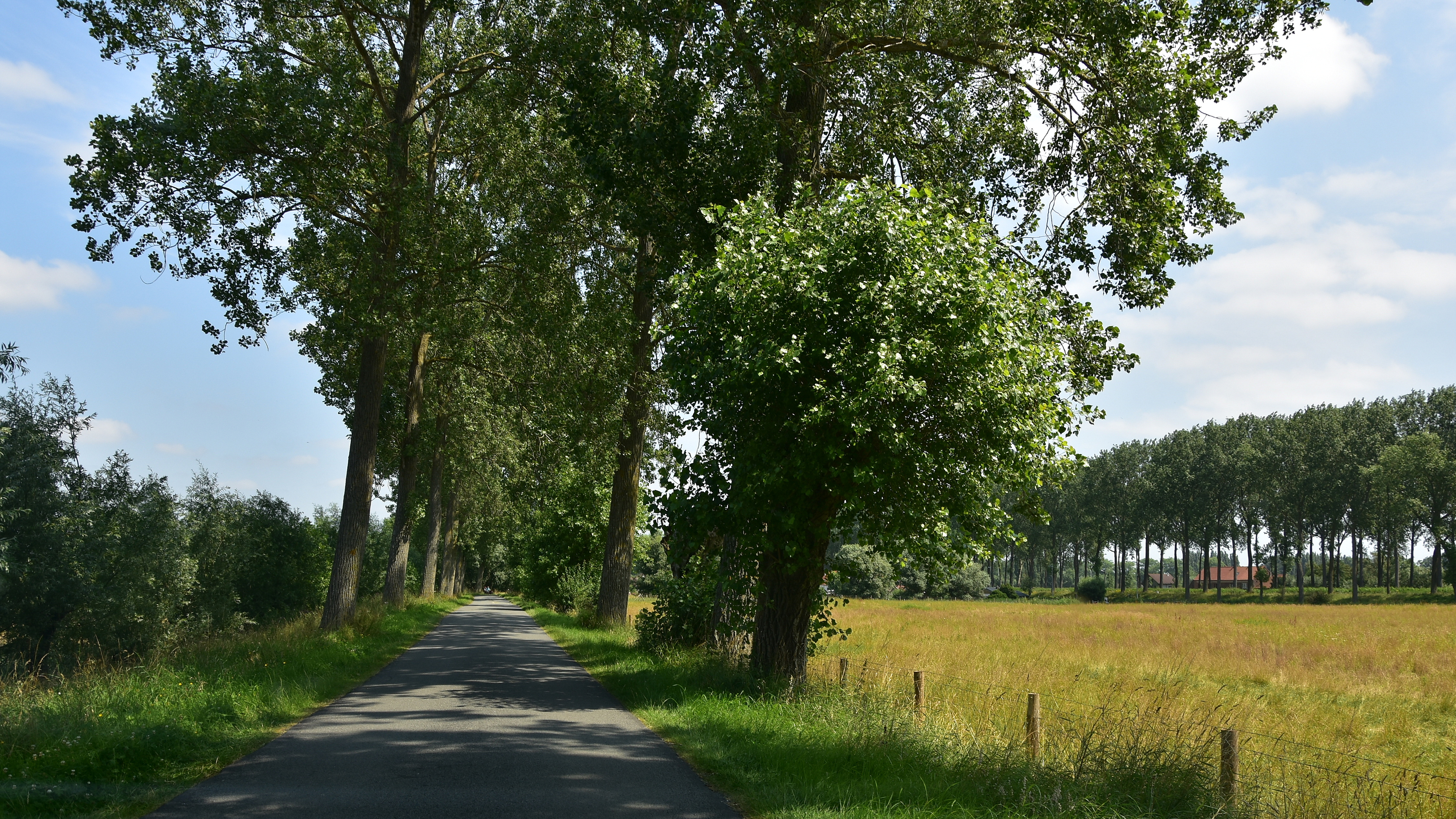
De Krinkeldijk te Hoeke

## Natuur en landschap
Hoeke ligt aan de Damse Vaart, een beschermd landschap. Men vindt hier ook het Fort Sint-Donaas en natuurgebieden als de Kleiputten van Hoeke en, ten noorden daarvan, Natuurreservaat Oud Fort Sint-Donaas. Ook de historische Krinkeldijk loopt in de omgeving van Hoeke.

## Nabijgelegen kernen
Westkapelle, Sluis, Lapscheure, Oostkerke